# 斯帕福德瓦利 (紐約州)
斯帕福德瓦利（英語：Spafford Valley）是位於美國紐約州奧農達加縣的非建制地區。

## 地理
斯帕福德瓦利所處的海拔為高於海平面261米（即856英呎），而該地所採用的時區為UTC-5，即北美东部时区（EST）。同時該地設有夏令時間，為UTC-5調快一小時，即UTC-4（EDT）。